# Szerepi Csonkatorony

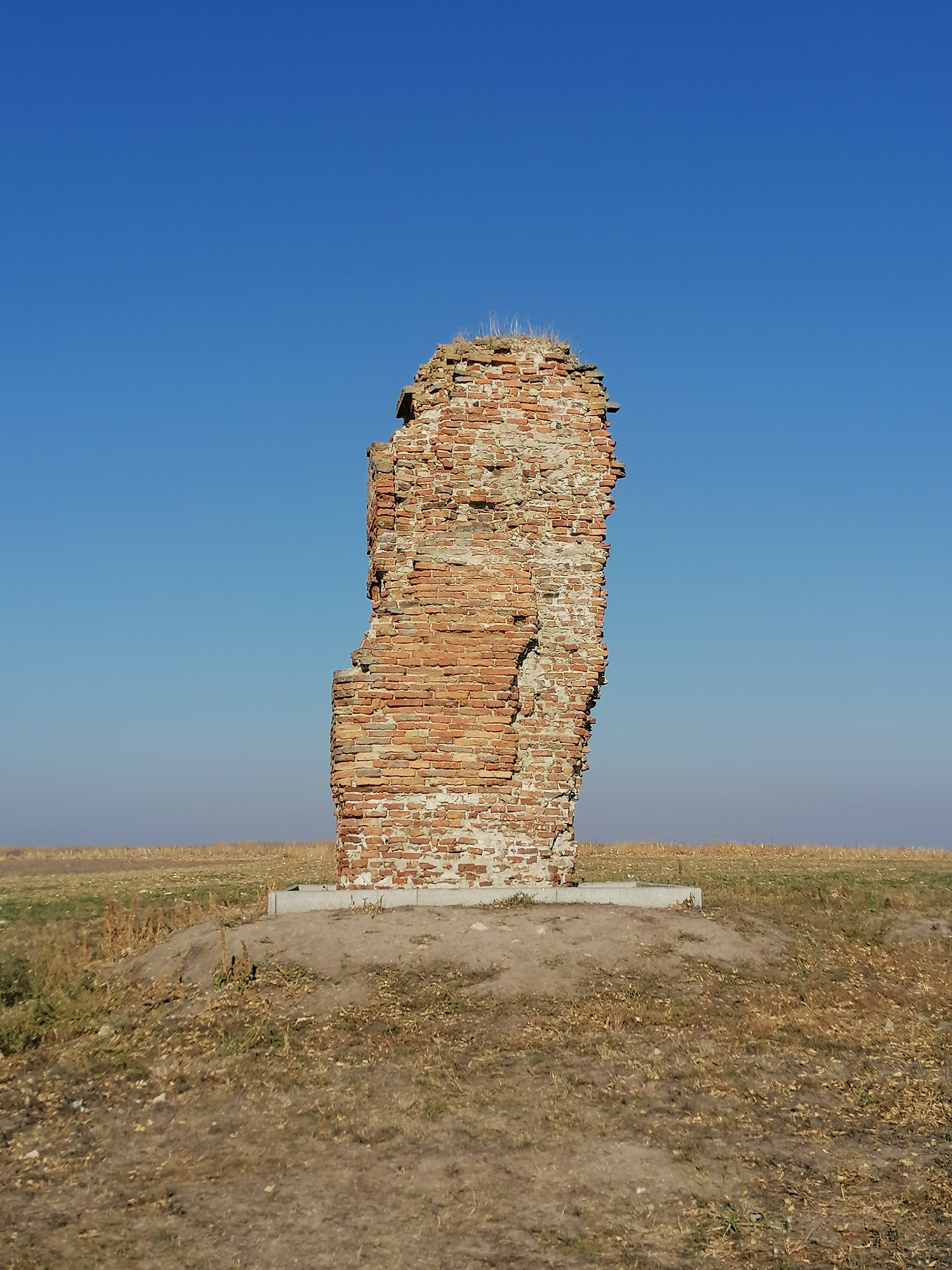
Szerepi Csonkatorony

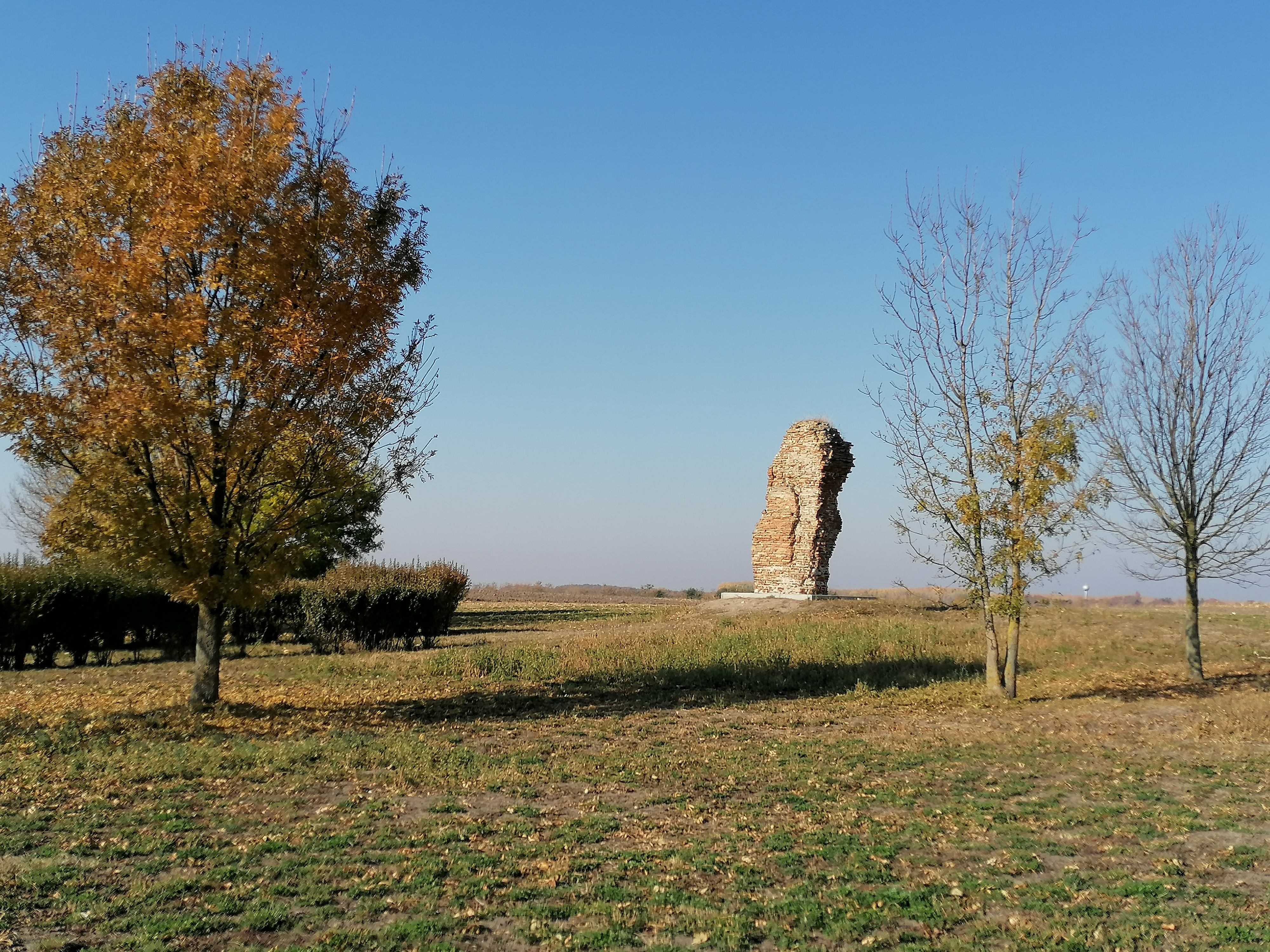
"Vén torony áll a rónaság felett..." /Petőfi Sándor: Csonka torony/

## Fekvése
A Nagy-Sárrét Hajdú-Bihar vármegyei részén fekvő Szerep határában áll egy 4,5 méter magas, 2,5 méter és 1,4 méter széles, téglából épült rom. A környék lakói „Csonkatoronynak” nevezik.

## Története
A „torony” eredete bizonytalan, annak ellenére, hogy néphagyományok kutatásával és több ásatással próbálták funkcióját meghatározni.
Osváth Pál csendbiztos, helytörténeti író 19. század második feléből fennmaradt tanulmányaiban azt feltételezte, hogy eredetileg sóház volt (erre utal a terület Sós-zug elnevezése), vagy pedig monostorból alakult át azzá (erre pedig a Szent Mihály ér elnevezés utal). Az Erdélyből vízi úton ideszállított sót itt rakhatták át szekerekre.
Szűcs Sándor néprajzkutató műveiben szerepel egy régi legenda, miszerint tótok lakták a kolostort, amely már a honfoglalás előtt is ezen a helyen állt. Az itt lakó szerzetesek közül a legifjabb, Janócius fráter segítette a honfoglalók megtelepedését, amiért rendtársai átokkal sújtották. Addig nem halhatott meg, amíg a kolostor falai álltak, ezért amikor már megette kenyere javát, megkérte a környék róla gondoskodó lakóit, hogy bontsák el az épületet és építsenek a köveiből templomokat. A megmaradt Csonkatorony tövébe temették el, ez lett az ő fejfája a monda szerint.  
1968-69-ben Mesterházy Károly régész vezetésével a Csonkatoronytól távolabb találtak rá a Zovárd nemzetség monostorára, ami arra utal, hogy a romnak semmi köze nem volt ehhez a kolostorhoz. Az ott talált „S” végű hajcsatokat és XII. századi pénzérméket a Déri Múzeumban vették leltárba.
A Csonkatorony közelében rábukkantak még egy gótikus templom nyomaira is, amely egy régebbi temetőre épült a XIII-XIV. század fordulóján. 2006-ban egy kutatócsoport Szabó László régész vezetésével megerősítette, hogy a rom ennek sem lehetett része.
Az itt talált temető arra enged következtetni, hogy a falu is e rom körül terülhetett el, azonban a mocsár növekedésekor a 18. század közepén kénytelenek voltak Szerepet a mai helyére, egy magasabb területre költöztetni.

## Utóélete
Az ide látogatókat kiépített környezet fogadja, ahol megpihenve olvashatnak a rom körüli feltételezésekről, históriákról. Valamint gyönyörködhetnek a helyi gyermekek által a Csonkatoronyról készített rajzokban.